# Garrulax canorus
El charlatán canoro (Garrulax canorus) también conocido como tordo jocoso cantor, es una especie de ave paseriforme de la familia Leiothrichidae nativa de Asia. La especie es un ave de jaula popular debido a su atractivo canto.

## Taxonomía
Tiene dos subespecies: G. c. canorus, nativa de Asia continental, y G. c. owstoni de la isla de Hainan. El charlatán de Formosa (Garrulax taewanus) fue anteriormente considerado como una subespecie del charlatán canoro pero recientemente se ha dividido como una especie separada.  Basado en un estudios de genes citocromo b mitocondrial, Li et al. (2006) sugiere que las dos especies se separaron hace alrededor de 1,5 millones de años, las dos subespecies divergieron hace unos 600 000 años.
Fue introducido a Taiwán en grandes cantidades en la década de 1980 y se está produciendo hibridación con el charlatán de Formosa nativo, lo que puede poner en peligro la singularidad genética de esta última especie.

## Descripción

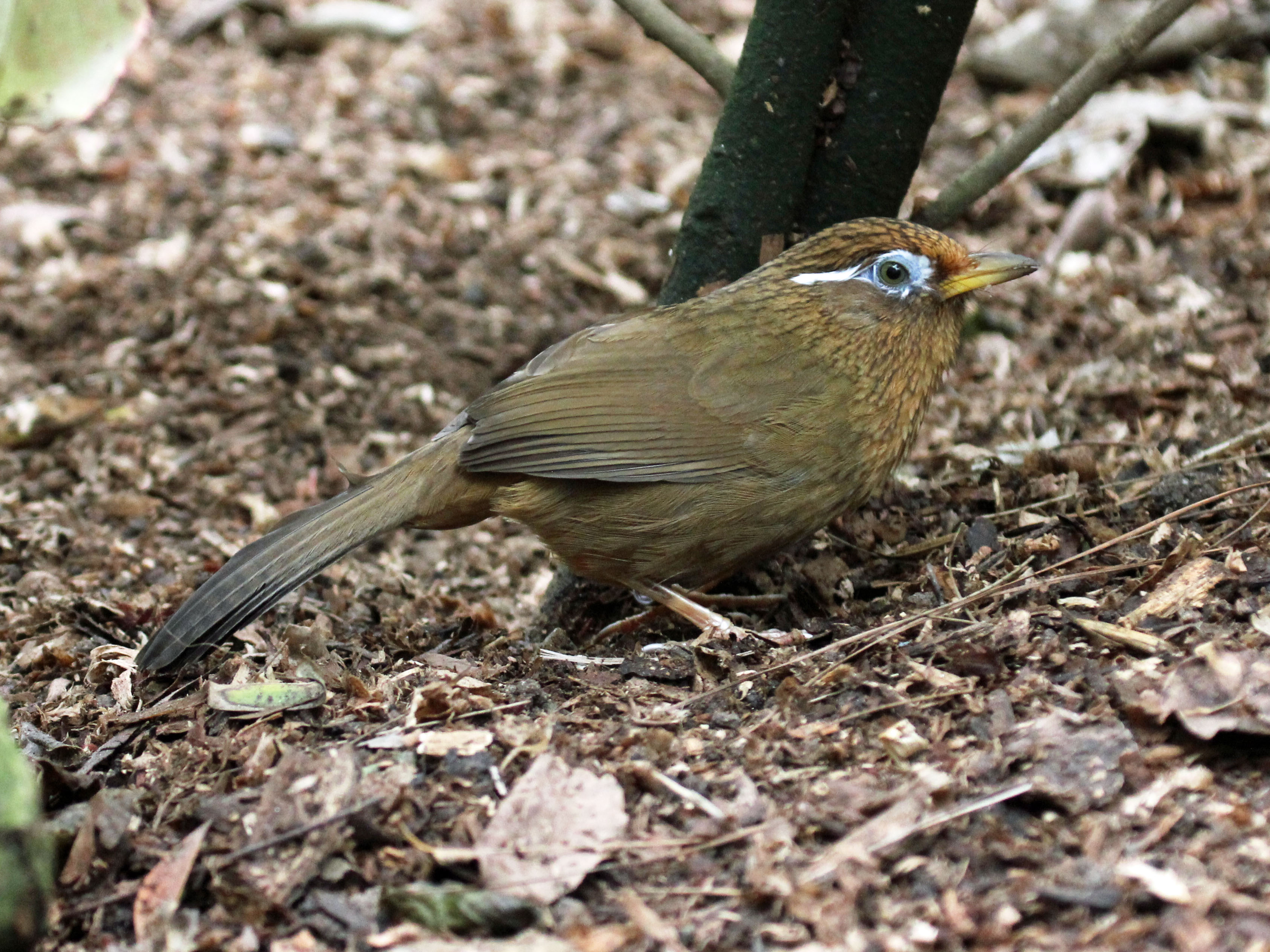
En el zoológico de San Diego.

Mide entre 21 y 25 cm de longitud, tiene amplias alas redondeadas y una cola en forma de abanico. El plumaje es en su mayoría de color marrón rojizo con partes oscuras en la corona, en la parte posterior y la garganta. Tiene un anillo ocular blanco alrededor del ojo, que se extiende hacia atrás como una raya blanca. El pico y las patas son de color amarillento. Las aves de la isla de Hainan (L. c. owstoni) son más pálidas por debajo y más oliváceas por encima.
El canto es un fuerte y claro silbido variado con repetición regular e imitaciones de otras aves. La llamada es un silbido ronco o sonajero.

## Distribución y hábitat
La subespecie nominal G. c. canorus se distribuye a través del sudeste y el centro de China y en el norte y centro de Vietnam y Laos. L. c. owstoni es nativa de Hainan.
G. c. canorus fue introducida a Taiwán, Singapur, Japón y Hawái. En las islas de Hawái se introdujo a principios del siglo xx y ahora se presenta tanto en bosques nativos como en hábitats artificiales.  Es común en Kauai, Maui y la isla de Hawái pero en menor medida en Oahu y Molokai.
El ave habita en matorrales, bosques abiertos, bosque secundario, parques y jardines de hasta 1800 metros sobre el nivel del mar. Es común en gran parte de su área de distribución y no se considera una especie amenazada.

## Comportamiento
Es un ave escurridiza a menudo muy difícil de ver. Normalmente se alimenta en el suelo entre la hojarasca, principalmente de insectos y frutas. Suele aparecer en parejas o en pequeños grupos.
La época de reproducción se extiende de mayo a julio. Construye un nido grande en forma de cuenco hasta a dos metros por encima del suelo, en un árbol, arbusto o entre la maleza. La hembra pone de dos a cinco huevos azules o azul verdoso.